# Roll-on/roll-off

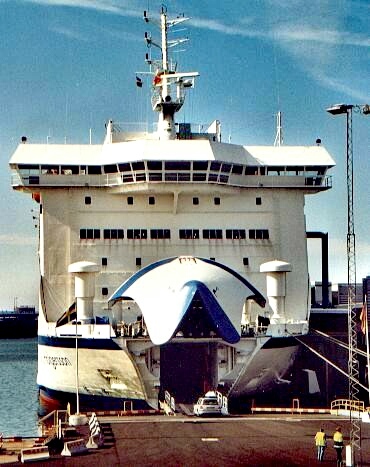
Imbarco di un ro/ro

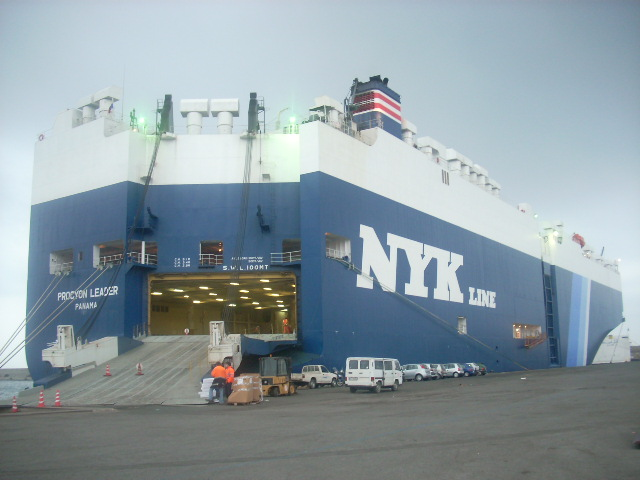
La ro-ro Procyon Leader ormeggiata a Savona

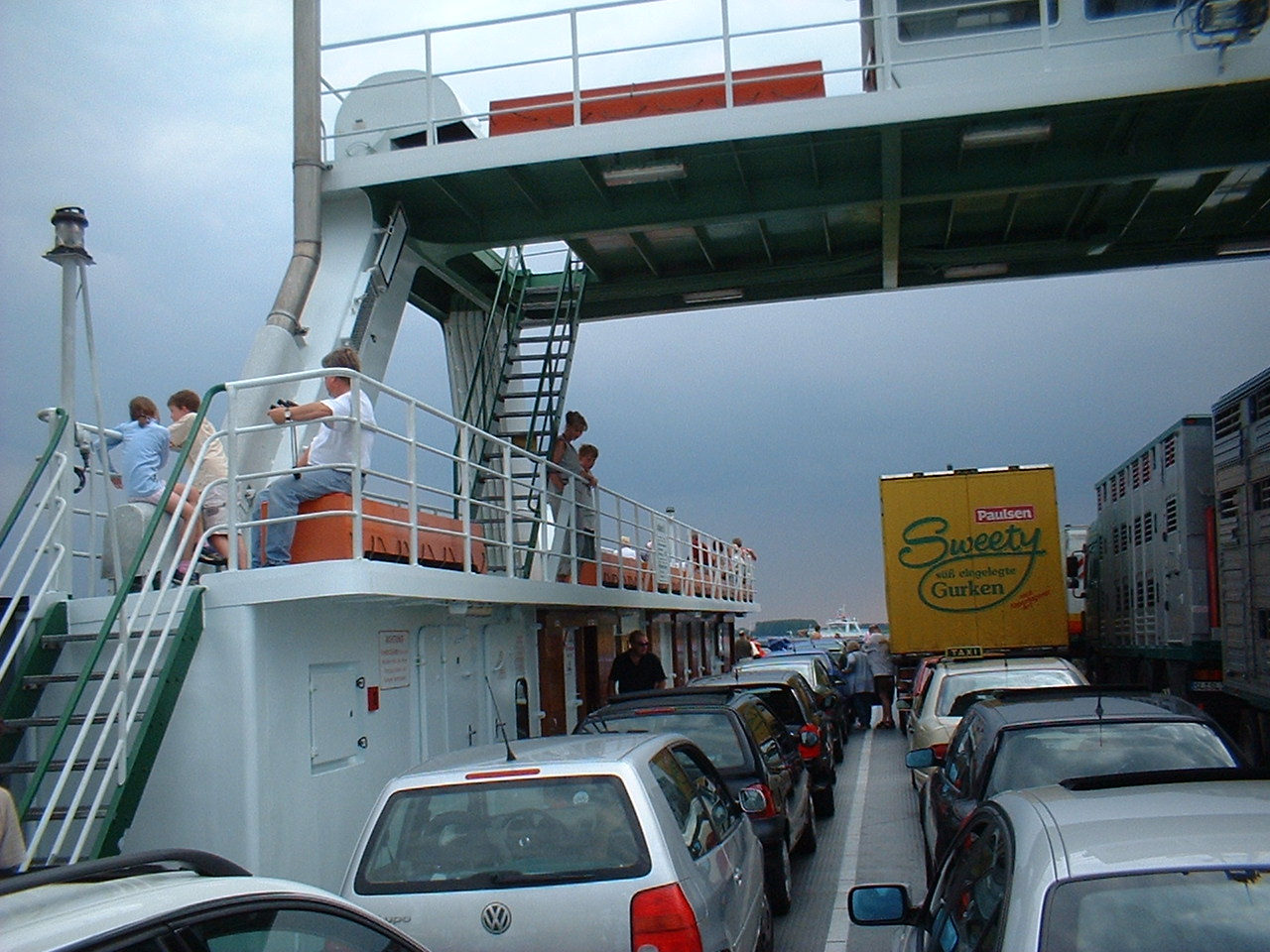
Il ponte di un piccolo ro/ro per l'attraversamento del fiume Elba

Il Roll-on/roll-off (più comunemente Ro-Ro, dall'inglese a caricamento orizzontale o rotabile) è una nave-traghetto progettata per il trasporto con modalità d'imbarco e sbarco di veicoli gommati (sulle proprie ruote), e di carichi, disposti su pianali o in contenitori, caricati e scaricati per mezzo di veicoli dotati di ruote in modo autonomo e senza ausilio di mezzi meccanici esterni. L'espressione è nata per distinguere queste navi dai consueti mercantili dove i prodotti vengono caricati verticalmente tramite gru.

## Descrizione
Progettati per trasportare carichi rotanti su ruote come automobili, autocarri oppure vagoni ferroviari, i Ro/Ro a differenza delle navi mercantili standard, talvolta definite impropriamente Lo-Lo (lift-on/lift-off) che usano una gru per imbarcare o sbarcare un carico, hanno scivoli o rampe che consentono alle vetture di salire (roll on) e scendere (roll off) dall'imbarcazione quando è in porto. Generalmente sono dotate di più ponti garage collegati con rampe d'accesso e/o montacarichi.
Tuttavia, comunemente, con il solo termine Ro/Ro si intende un traghetto per il solo trasporto di merci senza servizio passeggeri. Per indicare un traghetto che effettua anche servizio passeggeri si usa il termine Ro-Pax (Roll-on/roll-off Passengers); in questo caso la configurazione stessa dei ponti di carico è orientata per un trasporto combinato di mezzi pesanti e per le automobili al seguito dei passeggeri. Queste ultime necessitano di un'altezza dei ponti inferiore; per permettere ciò, alcuni ponti possono essere di tipo piattaforma mobile, che possono raddoppiare la capacità di un ponte in base all'esigenza di carico; questo rende multifunzionali e duttili le navi, come ad esempio avere una capacità di trasporto che può essere più orientata al trasporto di autotreni o di autovetture, in base alle esigenze di traffico della linea servita e/o della stagione.

## Tipologia
Tra i tipi di navi Ro/Ro rientrano traghetti, Ro-Pax, Ro-Con (Rotabili+container), chiatte, navi convenzionali con rampa poppiera, PCC (Pure Car Carrier) cioè nave porta auto e PCTC (Pure Car and Truck Carrier) ossia portaveicoli. Queste due ultime categorie rappresentano il principale metodo di trasporto automobili (e mezzi pesanti da cantiere) su rotte oceaniche, trasportando una media di 5000 automobili, suddivise su 12 ponti interni.
A differenza dell'ambito mercantile dove il carico è normalmente misurato in tonnellate, il carico dei Ro/Ro è tipicamente misurato dalle corsie in metri lineari (LIMs, Lanes in meters in lingua inglese). Questo è calcolato sommando i metri delle corsie dedicate al trasporto di semirimorchi.